# Giovanni Battista Corgnali
Giovanni Battista Corgnali (Reana del Rojale, 28 settembre 1887 – Udine, 28 ottobre 1956) è stato un glottologo e bibliotecario italiano.

## Biografia
Dopo aver frequentato il liceo Jacopo Stellini di Udine, nel 1914 si laureò in giurisprudenza presso l'Università di Padova.
Nel primo dopoguerra, mentre lavorava come impiegato all'Ufficio provinciale del lavoro, iniziò ad occuparsi di linguistica e glottologia, interessandosi particolarmente allo studio del ladino e del friulano.
Nel 1922, dopo averci lavorato occasionalmente fin da studente, divenne vicebibliotecario della Biblioteca civica di Udine e nel 1924 successe ad Angelo Bongioanni in qualità di bibliotecario. Nei 29 anni in cui restò in carica (fino al 1953) si impegnò con grande passione a raccogliere, e a mettere a disposizione dei lettori, ogni tipo di documento riguardante il patrimonio culturale del Friuli. Inoltre, sempre in qualità di bibliotecario, compilò i tre volumi degli "Inventari dei manoscritti delle biblioteche d'Italia" (vol. 46, 49 e 78, pubblicati rispettivamente nel 1930, 1931 e 1952-1953) riguardanti la Civica di Udine.
Fu socio fondatore della Società filologica friulana, membro della Deputazione di storia patria per le Venezie e aderì all'Associazione italiana biblioteche (AIB) fin dalla sua nascita nel 1930.
Numerosi sono stati i suoi studi di linguistica (una parte dei quali è stata raccolta nel 1968 in Scritti di Gian Battista Corgnali) e nel 1935 collaborò alla nuova edizione del Vocabolario friulano di Jacopo e Giulio Andrea Pirona.
Dal 1941 fu anche direttore della Sezione di Archivio di Stato di Udine.
Morì a Udine il 28 ottobre 1956.
Dal 1992 una sala di lettura della Biblioteca civica di Udine porta il suo nome.